# Småsileshår
Småsileshår (Drosera intermedia) är en växtart i familjen sileshårsväxter med stort utbredningsområde i Europa, Turkiet, Kaukasus, östra och centrala Nordamerika, västra Sydamerika, Brasilien och Västindien. I Sverige är arten ganska vanlig i de södra delarna och upp till Östergötland, men förekommer sällsynt upp till Ångermanland. Den växer på fuktig mark, oftast på myrar.

## Hybrider
Småsileshår bildar hybrider med rundsileshår (D. rotundifolia) och dessa har fått det vetenskapliga namnet Drosera ×beleziana E.G.Camus. 

## Synonymer
Drosera americana Willd.
Drosera foliosa Elliott
Drosera longifolia L. (1754), inte L. (1753)
Drosera media E.H.L.Krause
Rorella intermedia (Hayne) Nieuwl.